# Autoroute A131 (France)
L'autoroute A131 est une autoroute reliant Le Havre (Seine-Maritime) à Bourneville (Eure), commune où elle se connecte à l'A13. Elle emprunte le pont de Tancarville et permet de desservir la zone portuaire du Havre.
 Cette autoroute résulte de la fusion de l'ancienne RN 182 transformée en voie autoroutière entre Bourneville et le Pont de Tancarville, et de l'autoroute reliant le Pont de Tancarville au Havre numérotée à l'origine A 15.

## Caractéristiques
- L'A131 devient nationale sur 3 km à Tancarville
- Sur ces trois kilomètres se trouve le pont de Tancarville qui passe au-dessus de la Seine
- L'autoroute est entièrement à 2 × 2 voies
- Elle mesure 33 km de long, sans compter le Pont de Tancarville
- Cette autoroute est gratuite sur toute sa longueur, sauf le pont de Tancarville qui est payant[1]

## Sorties
Section concédée à SANEF Paris Normandie, payante et en flux libre (sauf entre les sorties 28 à 30).
- Échangeur entre A13 et A131 : Paris, Rouen, Alençon, Évreux, Elbeuf
  -  Sur l'entrée de l'échangeur et avant péage.
  -  Avant péage.
  -  Avant péage.
- Péage de Bourneville à flux libre
  -  Après le péage.
- 28 Bourneville (RD 139) à 1 km (depuis et vers Le Havre) : Elbeuf, Bourgtheroulde, Brionne, Bourneville
- 29 Les Méheu (RD 810) à 9 km : Alençon, Pont-Audemer, Saint-Aubin-sur-Quillebeuf, Quillebeuf-sur-Seine, Sainte-Opportune
  -  Avant le péage et le Pont de Tancarville.
- 30 Marais-Vernier (RD 6178) à 15 km : Évreux, Beuzeville
  -    Avant le péage et le Pont de Tancarville. L'autoroute A131 devient la Route nationale N182.

Section concédée à CCI Seine Estuaire et payante (sauf entre les sorties 32 et 33).
- Avant péage.
  -  Avant péage.
- Péage du pont de Tancarville (à système ouvert)
  -   Après le péage, sur le Pont de Tancarville.
- Pont de Tancarville sur  la Seine.

Passage du département de l'Eure à celui du département de la Seine-Maritime.
- Rappel Après le Pont de Tancarville.
- 31 Tancarville (RD 910) à 17 km : Tancarville, Bolbec, Étretat, Saint-Romain-de-Colbosc
- 32 Lillebonne (RD 982) à 18 km : Lillebonne, ZI de Port Jérôme
  -     Début de 2 × 2 voies. La Route nationale N182 redevient l'autoroute A131.

Section non-concédée gérée par la DIR Nord-Ouest et gratuite.
- 33 Le Hode (RD 982) à 25 km : Saint-Vigor-d'Ymonville, Port 4000-6000, Centre Routier
- Échangeur entre A29 et A131 à 32 km : Caen, Port du Havre, Pont de Normandie, Port 1000-3000 Dieppe, Calais-Amiens, Rouen - nord
- 34 Rogerville-Oudalle (RD 982) à 33 km : Rogerville, Oudalle, ZI de Rogerville-Oudalle
  -    L'autoroute A131 devient la Route nationale N282.
- 35 Gonfreville-l'Orcher (RD 982) à 36 km  : Gonfreville-l'Orcher, Harfleur
  -   à 200 m. Avant séparation de la 2 × 2 voies.
  -  Rappel  Séparation de la 2 × 2 voies.
  -    Section à 2x1 voie, sans séparation centrale.
- Échangeur entre RN 282, RD 6382, RD 6015 et RD 483 &  Mayville (sortie seulement depuis l'A13) &  Le Havre - sud : 
  - D6382 : Le Havre - nord, Grand port maritime du Havre - sud, Le Havre-sud (de et vers l'A13 : entrée/sortie sur la D 6382; de et vers Le Havre: entrée/sortie directe)Le Havre - nord, Montivilliers, Fécamp
  - D483 : Le Havre - sud, Port 3000-4000
  - D6015 : Rouen-Amiens par RD, Fécamp-Dieppe par RD, Harfleur, Gonfreville-l'Orcher, Montivilliers
- La Route nationale N282 devient la Route départementale D6015. 
  -   Entrée dans Le Havre.
- Fin de la Route départementale D6015.

## Routes européennes
L'A131 est la route Européenne 5 (E5) sur toute sa longueur.

## Lieux sensibles
- De l'échangeur avec l'A29 et l'A131 jusqu'à Tancarville où les bouchons sont fréquents.

## Lieux visitables situés à proximité
- Le Havre
- Parc naturel régional des Boucles de la Seine normande
- Réserve naturelle des Mannevilles
- Réserve naturelle nationale de l'estuaire de la Seine
- Théâtre antique de Lillebonne
- Abbaye de Grestain
- Abbaye du Valasse
- Château d'Orcher
- Manoir de Bévilliers

## Départements, régions traversées
- 1 région : 
  - la Haute-Normandie

- 2 départements :
  - l'Eure
  - la Seine-Maritime